# Igreja Evangélica Presbiteriana de Myanmar
A Igreja Evangélica Presbiteriana de Myanmar ou Igreja Presbiteriana Evangélica de Myanmar (em inglês: Evangelical Presbyterian Church of Myanmar) é uma denominação reformada, presbiteriana, confessional e calvinista em Myanmar. Foi fundada em 1983, pelo  Rev. Robert Thawm Luai, depois de conhecer a Fé Reformada.

## História
Na década de 1970, o Rev. Robert Thawm Luai (m. 2011) ausentou-se de Myanmar para estudar teologia. Assim, conheceu a Fé Reformada. Após retornar ao país, em 1983, fundou a Igreja Evangélica Presbiteriana de Myanmar.
A denominação se espalhou pelo país e em 2004 era formada por 33 igrejas e 5.000 membros.

## Doutrina
A igreja é evangélica e confessa a Inerrância bíblica, tendo a Bíblia como regra infalível de fé e prática, rejeita assim a Teologia liberal. Além disso, a igreja subscreve: a Confissão de Fé de Westminster, o Breve Catecismo de Westminster e Catecismo Maior de Westminster.

## Relações inter eclesiásticas
A denominação é membro da Comunhão Mundial das Igrejas Reformadas.
Além disso, já foi membro da Fraternidade Reformada Mundial e da Fraternidade das Igrejas Presbiterianas e Reformadas em Myanmar.
Além disso, possui forte relacionamento com a Igreja Presbiteriana Bíblica Vida de Singapura.